# Живан Хајдаревић Црногорац
Живан Хајдаревић Црногорац (Бечкерек, око 1675 — Сремски Карловци, 9. март 1751) је био врховни прота сремски.
Живан Хајдаревић је из Баје прешао у Карловце као свештеник око 1706. године. Прота је постао 1711, а на пуномоћи од 30. августа 1748. за народну депутација у Беч потписао се као „начални протопрезвитер сремски“. Уживао је велики углед и био је посланик на свим народно-црквеним саборима 1722—1748. Од знатног утицаја био је и као „општи старац и духовник“. Волио је књиге, куповао их и у млађим годинама сам врло лијепо увезивао и давао другима на читање. У свом тестаменту, распоредио је своје књиге на дар манастирима и појединцима. Пред смрт се покалуђерио у манастиру Раковцу, и добио је име Петар.